# Баскетбол на візках на літніх Паралімпійських іграх

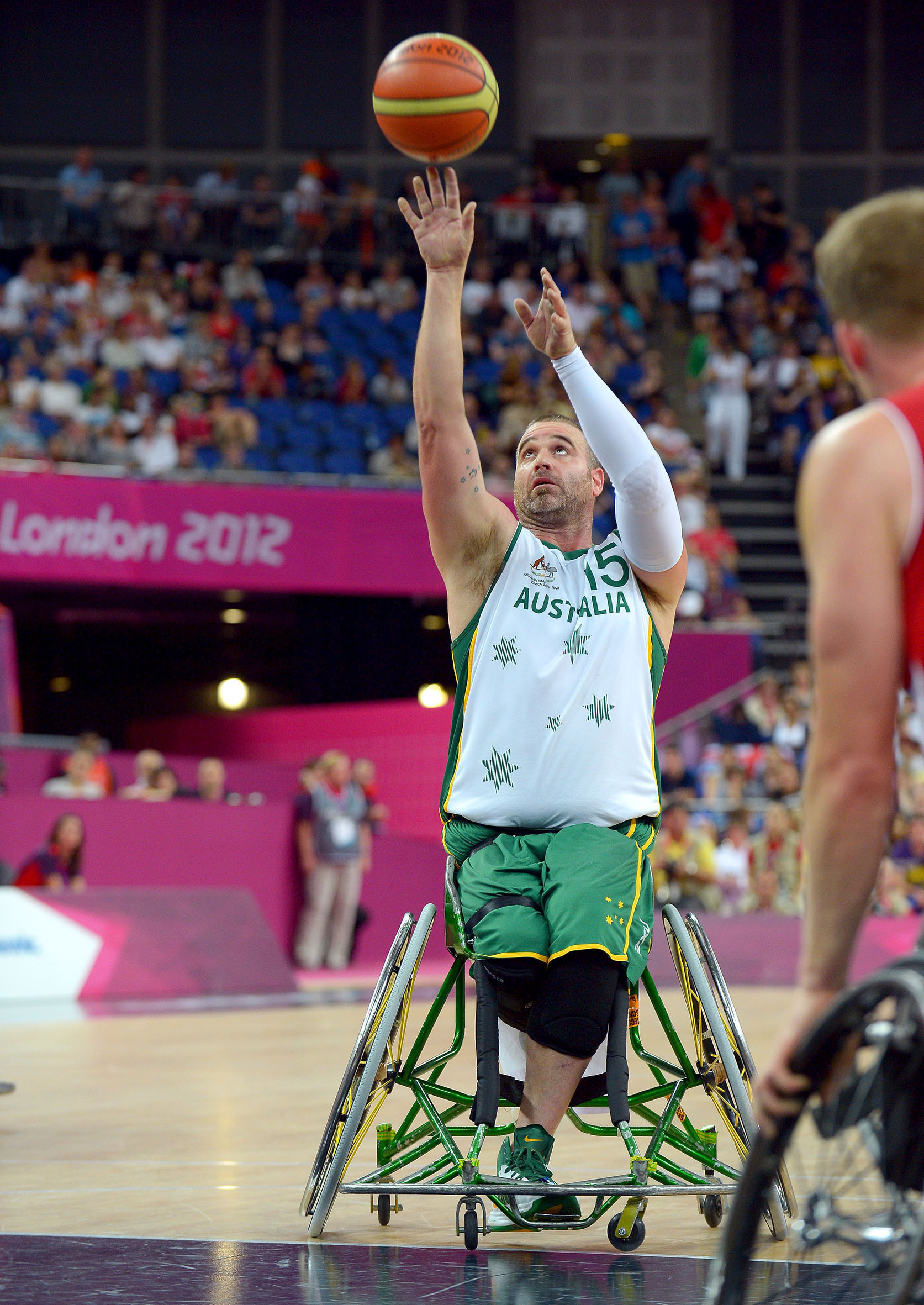
Австралiйський гравець Бред Несс, 2012

Баскетбол на візках на літніх Паралімпійських іграх вперше з'явивися у 1960.

## Медалісти

### Чоловіки
A
| Рік  | Золото                    | Срібло            | Бронза    |
| ---- | ------------------------- | ----------------- | --------- |
| 1960 | · Сполучені Штати Америки | · Велика Британія | · Ізраїль |
| 1964 | · Сполучені Штати Америки | · Велика Британія | · Ізраїль |

B
| Рік  | Золото                    | Срібло       | Бронза            |
| ---- | ------------------------- | ------------ | ----------------- |
| 1960 | · Сполучені Штати Америки | · Нідерланди | · Велика Британія |
| 1964 | · Сполучені Штати Америки | · Аргентина  | · Ізраїль         |

Команди
| Рік  | Золото                    | Срібло                    | Бронза                    |
| ---- | ------------------------- | ------------------------- | ------------------------- |
| 1968 | · Ізраїль                 | · Сполучені Штати Америки | · Велика Британія         |
| 1972 | · Сполучені Штати Америки | · Ізраїль                 | · Аргентина               |
| 1976 | · Сполучені Штати Америки | · Ізраїль                 | · Франція                 |
| 1980 | · Ізраїль                 | · Нідерланди              | · Сполучені Штати Америки |
| 1984 | · Франція                 | · Нідерланди              | · Швеція                  |
| 1988 | · Сполучені Штати Америки | · Нідерланди              | · Франція                 |
| 1992 | · Нідерланди              | · Німеччина               | · Франція                 |
| 1996 | · Австралія               | · Велика Британія         | · Сполучені Штати Америки |
| 2000 | · Канада                  | · Нідерланди              | · Сполучені Штати Америки |
| 2004 | · Канада                  | · Австралія               | · Велика Британія         |
| 2008 | · Австралія               | · Канада                  | · Велика Британія         |
| 2012 | · Канада                  | · Австралія               | · Сполучені Штати Америки |

#### Медалі
| Місце  | Країна          | Золото | Срібло | Бронза | Загалом |
| ------ | --------------- | ------ | ------ | ------ | ------- |
| 1      | США             | 7      | 1      | 4      | 12      |
| 2      | Канада          | 3      | 1      | 0      | 4       |
| 3      | Ізраїль         | 2      | 2      | 3      | 7       |
| 4      | Австралія       | 2      | 2      | 0      | 4       |
| 5      | Нідерланди      | 1      | 5      | 0      | 6       |
| 6      | Франція         | 1      | 0      | 3      | 4       |
| 7      | Велика Британія | 0      | 3      | 4      | 7       |
| 8      | Аргентина       | 0      | 1      | 1      | 2       |
| 8      | Німеччина       | 0      | 1      | 1      | 2       |
| 10     | Швеція          | 0      | 0      | 1      | 1       |
| Всього | Всього          | 16     | 16     | 16     | 48      |

### Жінки

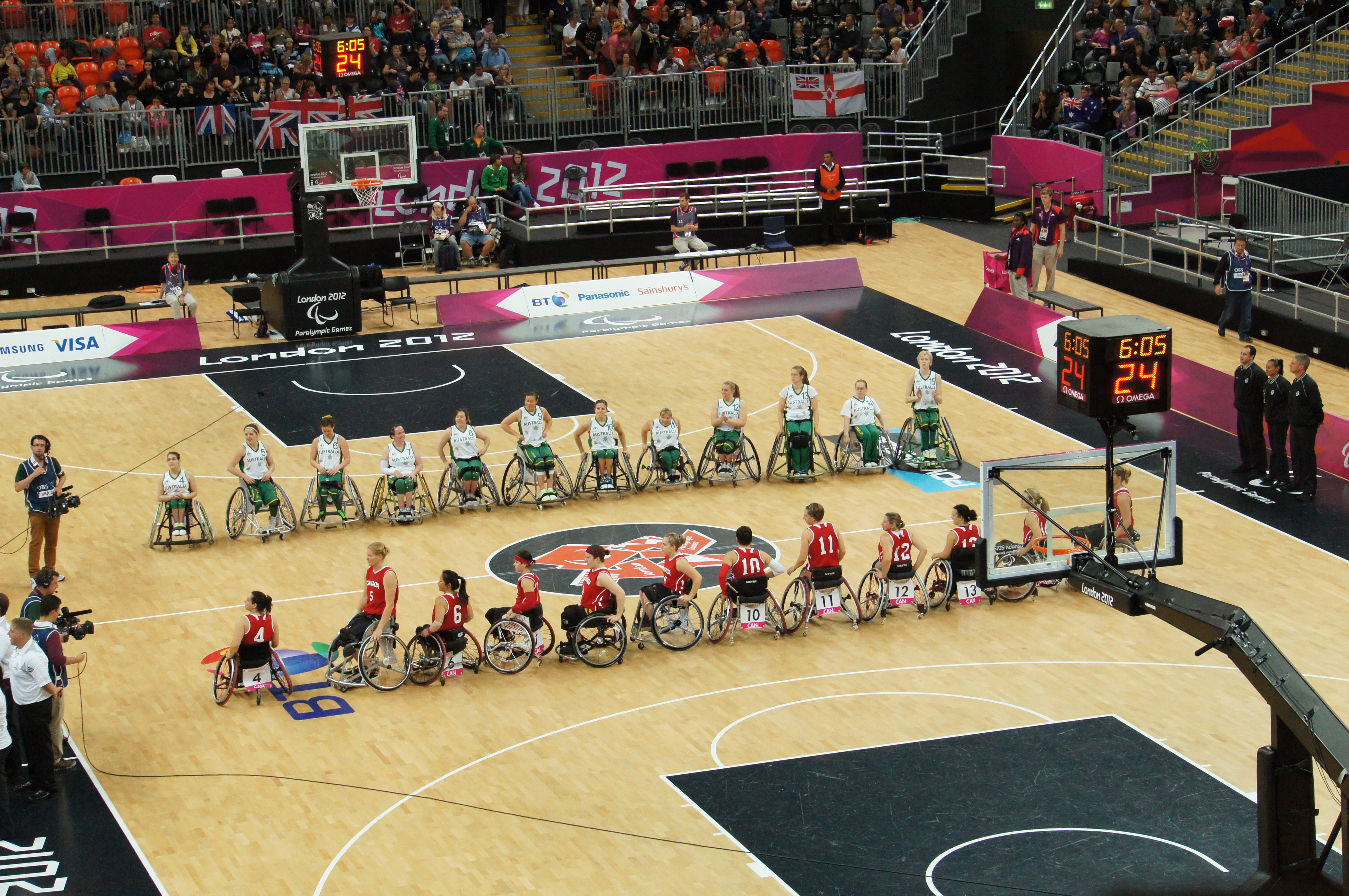
Австралiйська та Канадська команди, 2012

| Рік  | Золото                    | Срібло                    | Бронза                    |
| ---- | ------------------------- | ------------------------- | ------------------------- |
| 1968 | · Ізраїль                 | · Аргентина               | · Сполучені Штати Америки |
| 1972 | · Аргентина               | · Ямайка                  | · Ізраїль                 |
| 1976 | · Ізраїль                 | · Німеччина               | · Аргентина               |
| 1980 | · Німеччина               | · Ізраїль                 | · Сполучені Штати Америки |
| 1984 | · Німеччина               | · Ізраїль                 | · Японія                  |
| 1988 | · Сполучені Штати Америки | · Німеччина               | · Нідерланди              |
| 1992 | · Канада                  | · Сполучені Штати Америки | · Нідерланди              |
| 1996 | · Канада                  | · Нідерланди              | · Сполучені Штати Америки |
| 2000 | · Канада                  | · Австралія               | · Японія                  |
| 2004 | · Сполучені Штати Америки | · Австралія               | · Канада                  |
| 2008 | · Сполучені Штати Америки | · Німеччина               | · Австралія               |
| 2012 | · Німеччина               | · Австралія               | · Нідерланди              |

#### Медалі
| Місце  | Країна     | Золото | Срібло | Бронза | Загалом |
| ------ | ---------- | ------ | ------ | ------ | ------- |
| 1      | Німеччина  | 3      | 3      | 0      | 6       |
| 2      | США        | 3      | 1      | 3      | 7       |
| 3      | Канада     | 3      | 0      | 1      | 4       |
| 4      | Ізраїль    | 2      | 2      | 1      | 5       |
| 5      | Аргентина  | 1      | 1      | 1      | 3       |
| 6      | Австралія  | 0      | 3      | 1      | 4       |
| 7      | Ямайка     | 0      | 1      | 0      | 1       |
| 8      | Нідерланди | 0      | 1      | 3      | 4       |
| 9      | Японія     | 0      | 0      | 2      | 2       |
| Всього | Всього     | 12     | 12     | 12     | 36      |